# جامعة الإسراء (الأردن)
جامعة الإسراء جامعة أردنية خاصة تأسست عام 1991، تقع على طريق مطار الملكة علياء الدولي و‌ممر عمان التنموي جنوب العاصمة عمّان وتمنح درجات البكالوريوس والماجستير و الدبلوم وهي عضو في اتحاد الجامعات العربية.

## التعريف والنشأة
أنشئت جامعة الإسراء بقرار مجلس التعليم العالي الأردني رقم (257) تاريخ (21/8/1989)، وهي من أوائل الجامعات الخاصة التي أنشئت في الأردن. تقع الجامعة على طريق مطار الملكة علياء الدولي وتبعد عن مدينة عمّان خمس وعشرين كيلومترًا. تسعى الجامعة منذ نشأتها إلى أن تكون شريكًا فاعلًا في الجهود الوطنية للإرتقاء بنوعية التعليم وبتوفير بيئة جامعية، تلتزم بتوفير أفضل وسائل الحرية والإبداع وأن تخرج كوادر كفؤة قادرة على مواجهة تحديات الحياة لتأخذ دورها في خدمة المجتمع المحلي والعربي، ولهذه الغاية اختارت بعناية حزمة منوعة من التخصصات لمرحلتي البكالوريوس والماجستير.
استقبلت الجامعة الفوج الأول من طلبتها في بداية العام الجامعي 1991/1992 بعد حصولها على الترخيص من مجلس التعليم العالي. وحصلت الجامعة خلال مسيرتها على الاعتماد العام منذ تأسيسها عام (1991)، بطاقة استيعابية قدرها (1320) طالباً وطالبة، ووصلت طاقتها الاستيعابية الحالية إلى(7750) طالب وطالبة. وتعتمد الجامعة في تدريسها نظام الساعات المعتمدة والدراسة فيها بالانتظام الكلي في البرنامجين البكالوريوس والماجستير. في العام الجامعي 1994/1995 خرجت الجامعة الدفعة الأولى من طلبتها. ولا تتوانى إدارة الجامعة عن الاستمرار بتطوير الجامعة بما يتلاءم مع متطلبات العملية التعليمية المتزايدة وكذلك تطوير مرافق الأنشطة اللامنهجية للحفاظ على قدرتها التنافسية.

## الدرجات العلمية
تمنح الجامعة درجة البكالوريوس في اثنين وثلاثين تخصصاً ودرجة الماجستير في اثني عشر تخصصا هي القانون واللغة العربية وآدابها واللغة الإنجليزية وآدابها والعلوم الصيدلانية وإدارة المشاريع الهندسية وهندسة الإنشاءات والمحاسبة وإدارة الأعمال و الأعمال الذكية وهندسة البرمجيات ورياض الأطفال وتمريض الحالات المزمنة موزعة على عشر كليات وهي تخصصات معترف بها من وزارة التعليم العالي والبحث العلمي ومعتمدة اعتماداً عاماً واعتماداً خاصاً من هيئة اعتماد مؤسسات التعليم العالي في الأردن، وحائزة على عدة شهادات اعتماد وتقدير من مؤسسات وطنية وعالمية، وقد بلغ مجموع خريجيها حتى الآن أكثر من عشرين ألف خريج وخريجة.

## الكليات
- كلية الآداب
- كلية العلوم التربوية
- كلية الحقوق
- كلية الهندسة
- كلية تكنولوجيا المعلومات
- كلية العلوم
- كلية التمريض
- كلية الصيدلة
- كلية الأعمال
- كلية العلوم الطبية المساندة

## وصلات خارجية
- الموقع الرسمي.
- الصفحة الرسمية لجامعة الإسراء  على فيسبوك.
- الصفحة الرسمية لجامعة الإسراء على تويتر.
- القناة الرسمية لجامعة الإسراء على يوتيوب.